# Projet d'attentats sur les lignes aériennes transatlantiques de 2006
 (10 juin 2016).
 (novembre 2023).
 (juin 2016).
Le projet d'attentats sur les lignes aériennes transatlantiques de 2006 est un complot terroriste visant des avions de ligne au Royaume-Uni, tous à destination des États-Unis ou du Canada.
Au matin du 10 août 2006, le Metropolitan Police Service britannique a annoncé par voie de presse  que Scotland Yard avait déjoué un complot terroriste visant dix avions de ligne au Royaume-Uni à destination de l'Amérique du Nord. Le projet des terroristes était de faire exploser simultanément dix avions de ligne à destination d'aéroports nord-américains, au moyen d'explosifs liquides embarqués en cabine dans les bagages à main, sous forme de boissons (biberons, sodas). Les arrestations se sont déroulées alors que les suspects s'apprêtaient à effectuer une « répétition générale » à l'aéroport de Londres-Heathrow dans le but d'évaluer le niveau des mesures de sûreté sur site. Cette annonce a été accompagnée dans la capitale britannique et sur les aéroports anglais, nord-américains, européens d'un durcissement des mesures liées à un risque imminent d'attentat, ce qui causa l'annulation d'un nombre considérable de vols et ce en pleine période estivale.
Sur les 82 personnes arrêtées, vingt-quatre l'ont été dans Londres et sa banlieue au cours de la nuit du 9 août 2006. Cinquante-huit personnes (principalement des femmes) seront disculpées étant donné l'impossibilité de prouver qu'elles avaient connaissance du complot et du rôle qu'elles devaient effectivement jouer. Onze de ces personnes seront mises en examen le 21 août pour tentative d'attentat et association de malfaiteurs dans le cadre d'une entreprise terroriste. Deux autres accusés seront mis en cause le 25 août 2006, (disculpés le 1er novembre) puis trois autres le 30 août 2006. Huit des mis en cause (Ahmed Abdullah Ali, Assad Sarwar, Tanvir Hussain, Oliver Savant, Arafat Khan, Waheed Zaman, Umar Islam, et Mohammed Gulzar) ont été poursuivis dans le cadre de ce complot pour association de malfaiteurs et atteinte à la sûreté de l'État. Leur procès, commencé en avril 2008, s'est achevé en septembre 2008. Le jury n'a pas réussi à déterminer la nature des charges établissant l'ampleur de la tentative terroriste pour assassinat par explosion de dix aéronefs commerciaux, toutefois le tribunal a établi formellement que trois des accusés étaient coupables de tentative d'assassinat. En septembre 2009, un second procès (des huit hommes à l'exception de Gulzar, mais avec Donald Stewart-Whyte) a bien confirmé qu'Ali, Sarwar et Hussain étaient coupables d'avoir organisé et mise en œuvre le complot terroriste.

## Ampleur du complot
Paul Stephenson, directeur général de la police métropolitaine de Londres, a affirmé qu'il était persuadé que le complot déjoué avait pour but de faire exploser en vol jusqu'à dix avions de ligne au départ du Royaume-Uni et à destination des États-Unis et du Canada, à l'aide d'ECI au TATP (Tri Peroxyde Tri Acetone) liquide, transportées dans des contenants de boissons, eux-mêmes dans les bagages à main des passagers. Selon de nouveaux rapports, des avions des compagnies United Airlines, Continental Airlines, British Airways et American Airlines en partance des aéroports de Heathrow et Gatwick vers New York, Washington, D.C., Miami, Los Angeles, et San Francisco faisaient partie des appareils visés,. Le correspondant à la sécurité de la BBC, Gordon Corera pense que les attentats devaient se dérouler en « vagues » d'attaques simultanées, trois appareils à la fois. Les rapports varient en ce qui concerne le nombre d'avions et d'aéroports impliqués, allant de trois à dix. Le secrétaire du DHS Michael Chertoff a déclaré dans sa conférence de presse qu'il visait de « multiples lignes commerciales ». Des officiels britanniques ont indiqué que l'estimation de dix avions était « spéculative et exagérée ». Il avait été avancé la date du 16 août, mais la police a déclaré n'avoir trouvé aucun élément pointant cette date.

### Les vols ciblés par l'attentat
Lors du procès, l'accusation a mis en évidence que les suspects ne s'étaient pas limités à la liste des vols indiqués ci-dessous. Les suspects ont avoué que leur projet concernait dix-huit personnes prêtes à se sacrifier (dont certaines familles avec des enfants en bas âge), et qu'ils avaient en tous cas décidé de cibler au moins les destinations Denver, Boston et Miami.
- United Airlines vol UA931 à destination de San Francisco décollant à 14 h 15[9] ;
- Air Canada vol AC849 à destination de Toronto décollant à 15 h 0 ;
- Air Canada vol AC865 à destination de Montréal décollant à 15 h 15 ;
- United Airlines vol UA959 à destination de Chicago décollant à 15 h 40 ;
- United Airlines vol UA925 à destination de Washington, D.C. décollant à 16 h 20 ;
- American Airlines vol AA131 à destination de New York décollant à 16 h 35 ;
- American Airlines vol AA091 à destination de Chicago décollant à 16 h 50.

### Les engins chimiques improvisés
Les suspects avaient l'intention d'utiliser des explosifs liquides et de les recomposer durant le vol. C'est la raison pour laquelle, il ne s'agit pas à proprement parler de « bombes » ou d'EEI (Engin explosif improvisé).
Les autorités américaines, très concernées par le complot, ont désigné deux types de peroxydes : le TATP (en anglais : triacetone triperoxide) et le triperoxyde d'hexaméthylène diamine (en) (HMTD). Ces deux composés chimiques sont particulièrement sensibles à la chaleur, aux chocs ou à la friction. Ils peuvent être initiés par avec une simple flamme, une décharge électrique d'une petite pile, et sont utilisées pour produire des détonateurs artisanaux,. Selon le quotidien The Guardian, la police britannique a confirmé que du TATP avait été retrouvé dans les perquisitions. Selon le New York Times, les terroristes voulaient utiliser du HMTD.

## Enquête et arrestations

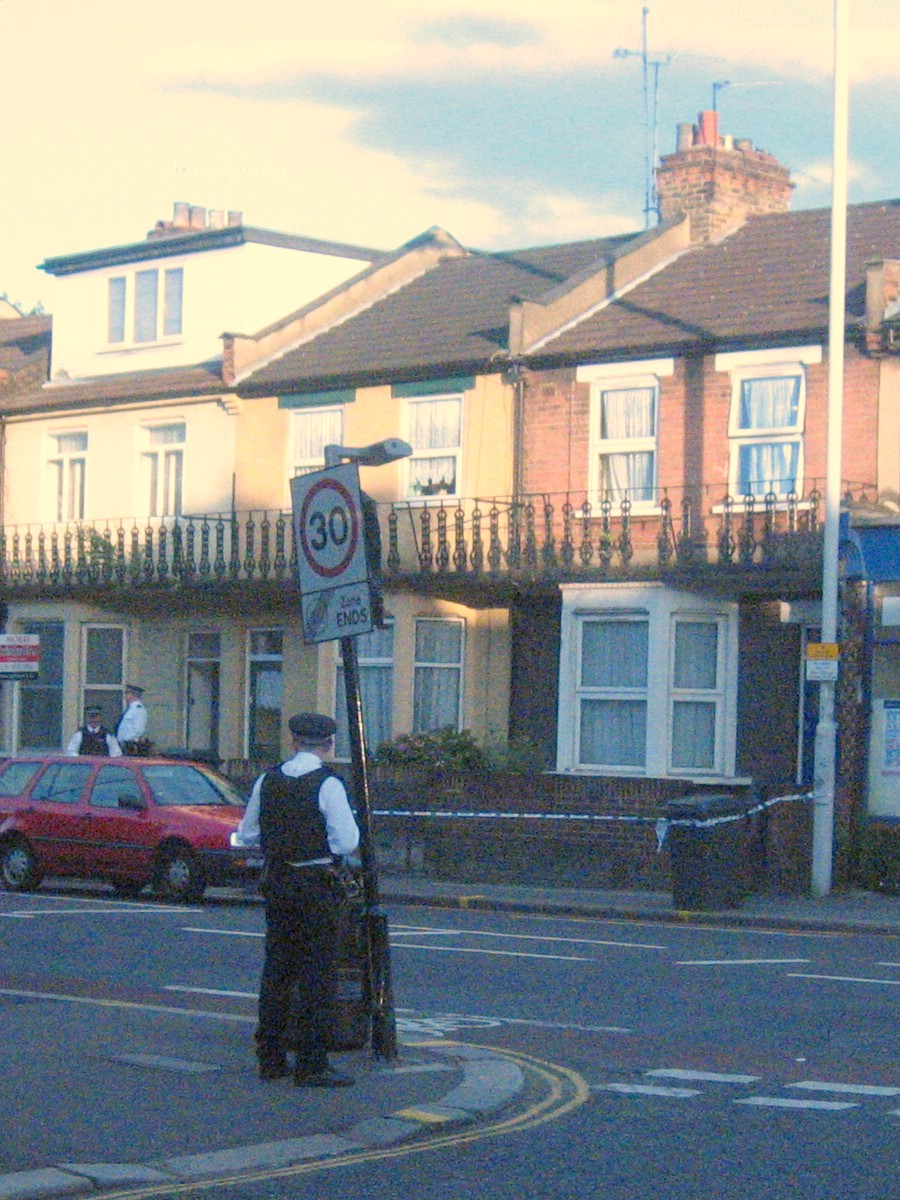
La police sur l'un des lieux d'arrestations, à Forest Road, Walthamstow, Londres.

La police a déclaré qu'elle surveillait ce complot depuis des mois (huit selon les autorités américaines), et devait révéler son enquête après avoir découvert des indices de l'imminence de l'attaque. Vingt-quatre personnes ont été arrêtées, vingt-deux sont d'origine pakistanaise, les deux autres sont respectivement originaires d'Iran et du Bangladesh. La police a relâché le 11 août un suspect contre lequel aucun chef d'accusation n'a été retenu. Une cour de justice britannique statuera lundi 14 août sur le sort d'une des 24 autres personnes alors détenues. Le département de la Sécurité intérieure des États-Unis (DHS) pense qu'il pourrait y avoir jusqu'à cinquante personnes impliquées. Le 10 août, des sources américaines ont affirmé au journaliste d'investigation Brian Ross d'ABC News que cinq suspects étaient toujours recherchés. Dans un entretien à la BBC, John Reid, le ministre de l'Intérieur, a de nouveau affirmé que « les principaux suspects concernant ce complot en particulier » avaient été interpellés, mais qu'il était « impossible de le garantir à 100 % ».
Selon ABC News, deux arrestations au Pakistan pourraient avoir significativement hâté le déroulement des enquêtes. De plus The Guardian du vendredi 11 août rapporte que, d'après des sources gouvernementales, l'ordre d'effectuer les attentats (« Do your attacks now ») a été envoyé aux suspects britanniques après l'arrestation de deux suspects au Pakistan.
August Hanning, ancien chef du BND, dans le Bild am Sonntag du 14 août précise que « Apparemment, il y avait certains contacts » entre les assaillants « présumés » et « l'Allemagne », et d'ajouter « Nous vérifions ces contacts ». D'après un responsable américain, une cassette vidéo montrant les confessions posthumes d'un des suspects a été retrouvé par la police métropolitaine britannique.
Paul Beaver, un expert britannique en terrorisme, a dit qu'il était hautement possible que la nébuleuse Al-Qaïda se trouve aux commandes du complot, qui n'aurait eu lieu que quelques semaines après que le groupe a menacé de s'en prendre à l'aviation. Le Secrétaire du DHS, Michael Chertoff, a déclaré que le complot était fort avancé, dans l'étape finale de planification, et que le modus était « suggestif d'un complot d'al-Qaida ».
La législation britannique autorise l'interrogatoire de suspects pendant une période pouvant aller jusqu'à 28 jours, sans qu'aucun chef d'inculpation ne soit prononcé à leur encontre.

### La surveillance
Au Pakistan, un citoyen britannique d'origine pakistanaise de Birmingham, Rashid Rauf, est soupçonné d'avoir mis en contact les hommes du complot avec des dirigeants d'Al Quaïda. Quand Ahmed Ali, qui était déjà sous surveillance policière, est revenu du Pakistan en juin 2006, les autorités aéroportuaires londoniennes, la police et les services de renseignements ont secrètement ouvert ses bagages. Ils ont alors découvert qu'il transportait de la poudre pour fabriquer un soda très énergétique, ainsi qu'un grand nombre de piles. C'était largement suffisant pour susciter la suspicion des autorités anti-terroristes, et dans les semaines qui suivirent, une importante opération de surveillance fut mise en place, avec le renfort de 220 policiers issus d'autres services.
Assas Sarwar (de High Wycombe) a été vu en train acheter des objets singuliers, non nécessaire à sa vie quotidienne, et qui auraient pu être utilisés à des fins morbides. Un jour, les policiers chargés de la surveillance l'ont vu déposer une bouteille vide de peroxyde d'hydrogène dans une déchèterie. Sarwar et Ali ont également été vus ensemble dans un parc de l'Est Londonien. Lorsque le MI5 est entré secrètement dans un appartement utilisé par Ali, les policiers ont découvert ce qui semblait être une véritable usine à « bombe chimique ». Ils ont alors discrètement installé une caméra et un micro, et le 3 août 2006, ils ont enregistré Ali et tanvir Husain en train de construire un ECI, en se servant de bouteilles. Par ailleurs, d'autres officiers ont surveillé Ali alors qu'il passait deux heures dans un café internet à rechercher des horaires d'avions.

### L'ordre d'intervention
Selon des sources américaines, un agent anglais avait infiltré le groupe. Après avoir observé les suspects pendant plusieurs mois, l'enquête arrive à un point crucial le 9 août 2006, quand la décision est prise de stopper le complot et de procéder aux multiples arrestations. Selon l'Italien Franco Frattini, alors commissaire européen à la Justice, à la Liberté et à la Sécurité, les terroristes avaient reçu un court message[réf. nécessaire] : « Go Now ! ». Toutefois, il a été clairement établi que les attaques prévues en étaient toujours à un stade de préparation.
Il est probable que les deux versions soient exactes[pourquoi ?]. Ce qui a inquiété les autorités et les services secrets occidentaux, c'est le déclenchement des essais prévus de passage au filtre de sûreté de l'aéroport de Londres-Heathrow, sachant qu'à Londres, une grande majorité des agents de sûreté est d'origine pakistanaise ou indienne. À ce jour, aucune complicité n'a pu être mise en évidence. Sous la pression des services secrets américains, l'interpellation de masse s'est donc déroulée, alors qu'en attendant quelques jours ou quelques semaines, d'autres éléments probatoires auraient pu être découverts, ce qui aurait renforcé l'accusation[réf. nécessaire].

### Suspects arrêtés en Angleterre
Dans la nuit du 9 au 10 août 2006, la police arrête 82 personnes dans le cadre d'une enquête préliminaire pour complot terroriste, mais seulement 25 personnes sont déclarés suspectes. Les arrestations se sont déroulées à Londres, Birmingham, High Wycombe, Buckinghamshire. La plupart des personnes arrêtées sont des proches des 25 suspects, et seront rapidement libérés après avoir été fiché à l'identité judiciaire afin de pouvoir identifier toute trace biologique ou morphologique au cours de l'enquête qui va suivre. Les suspects principaux sont nés britanniques et musulmans, d'autres en majorité sont d'origine pakistanaise. 3 des suspects sont des européens récemment convertis à l'islam.
- Londres - Abdula Ahmed Ali (26 ans), Cossor Ali (24 ans), Nabeel Hussain (22 ans), Tanvir Hussain (25 ans), Umair Hussain (25 ans) (libéré le 1/11/06), Assan Abdullah Khan (22 ans), Waheed Arafat Khan (25 ans), Osman Adam Khatib (20 ans), Abdul Muneem Patel (17 ans), Muhammed Usman Saddique (24 ans), Ibrahim Savant (anciennement Oliver Savant[29]) (26 ans), Amin Asmin Tariq (23 ans), Shamin Mohammed Uddin (36 ans), Waheed Zaman (22 ans),
- High Wycombe - Shazad Khuram Ali (27 ans), Umar Islam (anciennement Brian Young[29]) (28 ans), Waseem Kayani (29 ans), Assad Sarwar (26 ans), Abdul Waheed (anciennement Don Stewart-Whyte[30],[29]) (non présent sur la liste de la banque), né en 1986. Il est le demi-frère du modèle Heather Stewart-Whyte[31],
- Birmingham - Tayib Rauf (22 ans), libéré le 24 août.

Après les arrestations, la Banque d'Angleterre a gelé les comptes de dix-neuf des suspects âgés de 17 à 36 ans, la plupart ayant autour de 25 ans, et a également publié leurs noms, leurs dates de naissance et leurs lieux de résidence. Quatorze suspects ont été arrêtés à Londres, cinq à High Wycombe, un à Birmingham.

### Résultats des perquisitions
Au cours de l'enquête préliminaire, la police britannique a mené 69 perquisitions dans des appartements privés, des entreprises, des véhicules et même dans des parties communes d'immeubles, qui ont pu abriter à un moment ou à un autre des éléments de montage ou des produits nécessaires à la fabrication des ECI (Engin Chimique Improvisé), comme du peroxyde d'hydrogène. Le directeur adjoint de la police, Peter Clarke a déclaré le 21 août : « en plus du matériel nécessaire à fabriquer des engins chimiques improvisés, nous avons trouvé au cours des perquisitions plus de 400 ordinateurs, 200 téléphones mobiles et 8 000 clefs USB ou disques dur externes, des CD et des DVD en quantité ». Il a ajouté « nous avons à examiner 6 térabits de données, ce qui prendra des mois et des mois aux enquêteurs ». Dès le premier jour des perquisitions, la police a mis en évidence le fait que sur une clé USB appartenant à Ali, on trouvait une liste de vols de compagnies aériennes occidentales ainsi que les horaires associés. La clé USB contenait une liste de vols concernant trois compagnies aériennes : American Airlines, United Airlines et Air Canada.

### Suspects arrêtés au Pakistan
Le 11 août 2006, le ministère pakistanais des Affaires étrangères donne l'identité d'un des suspects. Il s'agit de Rashid Rauf, citoyen britannique qui serait lié à Al-Qaïda via l'Afghanistan. Des sources de sécurité pakistanaise ont indiqué que R. Rauf avait avoué projeter « de faire sauter des avions ». La veille, se fondant sur des informations des services secrets occidentaux, ABC écrivait que Rashid Rauf, Mohammed al-Ghandra et Ahmed al Khan étaient les meneurs de la cellule terroriste.
Au 13 août 2006, dix-sept suspects sont arrêtés et interrogés.
Le 13 décembre 2006, un tribunal pakistanais reconnait qu'il n'y avait aucune preuve que Rashid Rauf fût engagé dans une entreprise terroriste. Rauf réussira à s'échapper en décembre 2007 avant de comparaître devant un tribunal d'Islamabad dans le cadre d'une procédure d'extradition vers Londres pour un meurtre sans relation avec le complot terroriste. Il aurait été tué en même temps qu'un dirigeant d'Al-Qaïda par un tir de missile américain au Pakistan le 22 novembre 2008.

## Scepticisme de certains analystes
- MSNBC rapporte : « Contrairement aux précédents rapports, un officiel britannique supérieur a suggéré que l'attaque n'était pas imminente, en disant que les suspects n'avaient pas acheté de billets d'avions. En fait, certains n'avaient même pas de passeports. »[39]
- The Register publie un article concernant la possibilité de fabriquer et d'utiliser du peroxyde d'acétone comme explosif liquide, comme rapporté par les médias, afin de faire exploser un avion et conclut sur l'impossibilité pratique de ce modus operandi[40].
- L'ancien ambassadeur britannique en Ouzbékistan, Craig Murray, rappelé pour y avoir dénoncé les atteintes aux droits de l'homme et l'utilisation indirecte de la torture par les gouvernements britannique et américain, a qualifié cette alerte comme étant « plus de la propagande qu'un complot » en prenant en considération « qu'aucun des suspects n'avait acheté de billet d'avion et que certains n'avaient pas de passeports, rendant improbable leur possibilité de faire exploser des avions à court terme »[41].
- Fabriquer une quantité suffisante de TATP pour faire exploser un avion en vol n'est pas aussi simple que cela a été présenté par la presse lorsque les autorités britanniques ont révélé le prétendu « complot du 10 août ». Il ne suffit pas de s'éclipser aux toilettes et de mélanger deux liquides inoffensifs. Car, même si on obtient un cocktail explosif en mélangeant au jugé les ingrédients (à condition bien sûr que les vapeurs acides dans cet espace confiné n'aient pas suffoqué le kamikaze, qu'elles n'aient pas attiré l'attention des autres passagers ou du personnel de bord et qu'aucun passager ne soit venu tambouriner contre la porte des WC), il y a peu de chances pour qu'il fasse suffisamment de dégâts pour détruire l'avion. Au mieux, quelques personnes seront tuées, victimes des débris volants quand la cabine sera subitement dépressurisée.
- Le 18 septembre, le lieutenant-colonel à la retraite Nigel Wylde, un ancien de l'Intelligence britannique ayant une très longue expérience dans le domaine de l'antiterrorisme et des explosifs, déclare que le complot est une « fiction ». Il affirme que les explosifs en cause ne pouvaient pas être produits dans l'avion.

### Inculpations
Le 21 août 2006, onze personnes sont inculpées pour complot :
- Ahmad Abdullah Ali (alias Abdullah Ali Ahmed Khan)
- Cossar Ali
- Mehram Hussain, libéré le 1er novembre pour insuffisance de preuves
- Tanvir Hussain
- Umar Islam (alias Brian Young)
- Adam Khatib
- Arafat Waheed Khan
- Ibrahim Savant
- Assad Ali Sarwar
- Waheed Zaman
- Un mineur de 17 ans

En septembre 2008, le jury n'avait pas réussi à se mettre d'accord sur un verdict concernant les huit personnes passant en jugement après cinq mois de procès. Le procureur avait finalement décidé de faire appel.

## Réactions
- Averti de l'imminence des arrestations depuis dimanche, le président George W Bush a prononcé un communiqué[43] à l'adresse de la presse qui le replaçait dans le costume de War president qu'il avait lui-même revendiqué au moment du 11 septembre : « l'Amérique est en guerre ;  cette guerre se livre contre les fascistes islamistes, ennemis de ceux qui croient en la Liberté ».
 Ce communiqué se déroulait très tôt dans la journée du 10 août, alors qu'aucun média n'avait encore relié les nouvelles de Scotland Yard à la nébuleuse Al-Qaïda. Des commentateurs ont ensuite rattaché les propos du président au contexte de la politique intérieure aux États-Unis. Comme tous les analystes spécialisés, George W. Bush a donc sans ambiguïté relié les opérations de sécurité nationale britannique à la guerre contre le terrorisme.
- Les journaux radiophoniques du lendemain ont indiqué que ce résultat mettait fin à une période de marasme du MI5 qui s'était retrouvé en situation d'échec face aux attentats dans le métro londonien l'année précédente. La réorganisation des services secrets s'avère efficace avec cette opération antiterroriste, alors que des bavures avaient eu lieu auparavant : exécution d'un fuyard dans le métro alors que seul son comportement était suspect, et rumeurs jamais confirmées d'une opération visant à inonder de gaz sarin le métro londonien, à l'instar de la secte Aum en son temps à Tokyo.

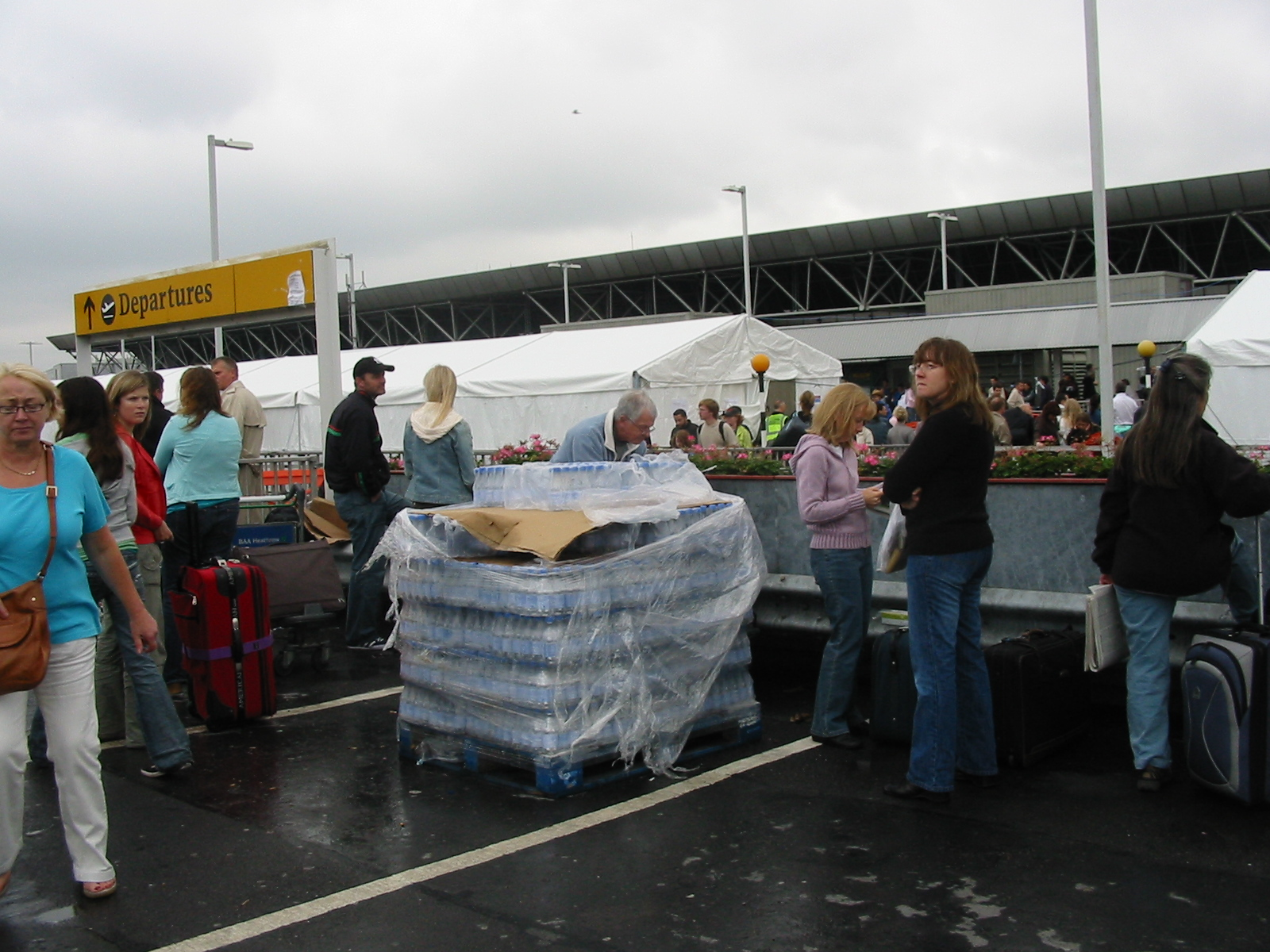
Distribution d'eau à l'extérieur de l'aéroport de Londres-Heathrow le 14 août, destinée aux voyageurs qui ont trouvé leurs vols annulés dans les jours suivant l'annonce par les autorités concernant le complot terroriste.

- De nombreux aéroports, britanniques en particulier, ont décidé d'intensifier les fouilles, et de réduire au strict minimum les bagages à main (interdiction de tout liquide, gels, etc.), le reste devant être enregistré en soute. On note globalement une hausse des contrôles et une présence accrue des forces de sécurité dans les aéroports concernés.
- Les boutiques hors taxes vont devoir être placées avant les formalités d'enregistrement, avec obligation de montrer le titre de transport.
- En Italie, 40 arrestations préventive dans les milieux islamistes ont eu lieu et 114 mesures d'expulsions ont été décidées[44]. Quinze perquisitions ont également eu lieu contre le mouvement islamiste pakistanais Lashkar-e-Toiba mais n'auraient donné aucun résultat. Selon le ministre de l'intérieur Giuliano Amato, les actions entreprises « pourraient éventuellement contribuer à les désorganiser »[45].
- Au niveau économique, au lendemain de la révélation de cette affaire, le cours des actions des compagnies aériennes a baissé de quelques pourcents[46] tandis que le pétrole a vu son prix baisser de 2 $[47].
- Philippe Bouvard fait son billet sur Nice-Matin « [passagers] Transparents contre invisibles ». L'incitation à utiliser des compagnies privées pour ceux/celles pouvant se le (faire) offrir va s'accentuer.
- Le secrétaire du département à la Sécurité intérieure, Michael Chertoff, statua sur National Public Radio (NPR) que « Clairement, au bout du compte, nous devons éliminer ce réservoir de personnes qui sont susceptibles de devenir des tueurs »[48].

### Mesures de sûreté aéroportuaire
Immédiatement après les premières arrestations des comploteurs de Londres, les mesures de sûreté touchant les passagers ont été amendées à la demande de la FAA : interdiction du transport de liquides, de gels, ou produits pâteux. L'administration américaine a alors exercé un tel lobbying auprès de la commission européenne[réf. nécessaire] que son secrétaire général, Jacques Barrot, a cédé à la pression en acceptant que les mêmes mesures soient reprises en Europe.
Ainsi, tout liquide provenant de l'extérieur de la zone sécurisé de l'aéroport est confisqué aux passagers avant l'embarquement et détruit. La mesure provoqua de nombreuses contestations, à commencer par les commerçants de la zone duty free qui vendent alcool, parfums, rafraîchissements, etc.. Les autorités durent céder[Quand ?] à la pression commerciale, et il sera permis aux passagers d'acheter des produits liquides en duty free et en zone d'embarquement.
Aujourd'hui[Quand ?], plusieurs pays comme l'Espagne, le Portugal, la Suède, le Danemark, estiment que la mesure est improductive et souhaitent y mettre un terme. Les États-Unis, l'Italie, les Pays-Bas et le Royaume-Uni mettent en place un système de scanners 3D très onéreux en vue de supprimer à terme la limitation à 100 ml des contenants pour les passagers,.